# Oxycopis suturalis
Oxycopis suturalis is een keversoort uit de familie schijnboktorren (Oedemeridae). De wetenschappelijke naam van de soort is voor het eerst geldig gepubliceerd in 1896 door Horn.